# Роберт Ковингтон
Роберт Ковингтон (енгл. Robert Covington; Белвуд, Илиноис, 14. децембар 1990) амерички је кошаркаш. Игра на позицији крила, а тренутно наступа за Лос Анђелес клиперсе.

## Успеси

### Појединачни
- Идеални одбрамбени тим НБА — прва постава (1): 2017/18.